# Медаль «Вифлеем»
Медаль «Вифлеем» (араб. وسام بيت لحم‎) — палестинская награда, вручаемая президентом страны.

## История
Медаль была учреждена в 2000 году под названием «Вифлеем-2000» по приказу президента Палестины Ясира Арафата и стала одной из высших палестинских наград, вручаемых президентам и прочим высокопоставленным лицам других стран. Спустя несколько лет палестинские награды были реструктурированы, и данная стала просто медалью «Вифлеем».

## Степени
- Большая цепь Вифлеема — высшая степень награда, вручается президентам, монархам и высокопоставленным священнослужителям иностранных государств;[1]
- Вифлеемская звезда — данная степень вручается министрам, послам и прочим политикам Палестины и иностранных государств.[2]

| Большая цепь Вифлеема | Звезда Вифлеема |
| --------------------- | --------------- |
|                       |                 |

## Награждённые
- Борис Ельцин (2000)[3]
- Патриарх Кирилл (2012)[4]
- Лионель Жоспен (2000)[5]
- Леонид Кучма (2000)[5]
- Александр Лукашенко (2000 год)[5]
- Пётр Лучинский (2000)[5]
- Эдуард Шеварднадзе (2000)[5]
- Роберт Кочарян (2000)[5]
- Гарегин II (2000)[5]
- Торгом II (2000)[5]
- Константинос Стефанопулос (2000)[5]